# Jan Nijsingh (1680-1740)

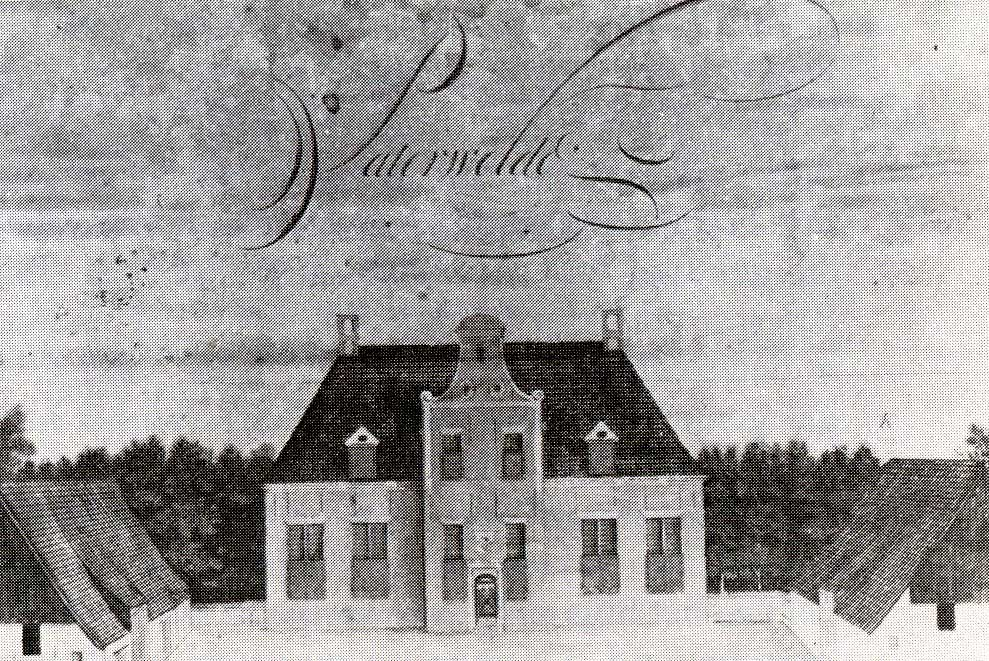
Het huis te Paterswolde (de Nijborg), dat Jan Nijsingh erfde van zijn vader

Johan (Jan) Nijsingh (Groningen, gedoopt 6 juli 1677 - aldaar, begraven 17 juni 1740) was rentmeester en gedeputeerde van Drenthe.

## Leven en werk
Nijsingh was een zoon van de secretaris van de Landschap Drenthe en de gedeputeerde van Drenthe  Lucas Nijsingh en Arendina Emmius. Hij studeerde vanaf 1697 aan de universiteit van Groningen. In 1699 werd hij benoemd door Eigenerfden en Ridderschap van Drenthe als rentmeester der domeinen van de Landschap en in 1702 werd hij benoemd tot rentmeester van het convent van Assen. In 1720 volgde hij zijn vader op als gedeputeerde van Drenthe. Hij erfde van zijn vader het Huis te Paterswolde, ook de Nijborg genoemd in Paterswolde.
Nijsingh trouwde op 6 februari 1713 in Groningen met Johanna Maria Veldtman, dochter uit het tweede huwelijk van Ficko Veldtman met Cornelia van Hulten. Zijn oudere broer Samuel was secretaris van de Landschap Drenthe, zijn jongere broer Ubbo was gedeputeerde en zijn jongste broer Jan Ludolph werd in 1720 in zijn plaats rentmeester.